# Richardia tricocca
Richardia tricocca là một loài thực vật có hoa trong họ Thiến thảo. Loài này được (Torr. & A.Gray) Standl. miêu tả khoa học đầu tiên năm 1931.